# Samaritanische Schrift
Die samaritanische Schrift ist eine konsonantische Alphabetschrift, die von den Samaritanern bis heute für religiöse Schriften benutzt wird. Insbesondere ist der samaritanische Pentateuch in dieser Schrift geschrieben. Sie beruht auf der althebräischen Variante der phönizischen Schrift und hat deren Alphabetordnung.
Im Judentum wurde die althebräische Schrift allmählich von der aramäischen Schrift abgelöst, die im Achämenidenreich allgemeine Verbreitung hatte, und ungefähr in der Zeit nach dem Bar-Kochba-Aufstand wurde sie für religiöse Texte ganz aufgegeben. Von den Samaritanern wurde die althebräische Schrift beibehalten, die Buchstabenformen veränderten sich jedoch im Lauf der Zeit gegenüber der althebräischen Schrift.
Das Alphabet wurde 1631 zum ersten Mal von Jean Morin abgedruckt. Die Pariser Polyglotte druckte 1631 zum ersten Mal den gesamten Text des samaritanischen Pentateuchs in samaritanischer Schrift. Zuvor und auch in vielen späteren Ausgaben wurden und werden die samaritanischen Texte im Druck mit der Quadratschrift wiedergegeben.
Seit 2008 ist die samaritanische Schrift in Unicode im Block 0800–083F aufgenommen.

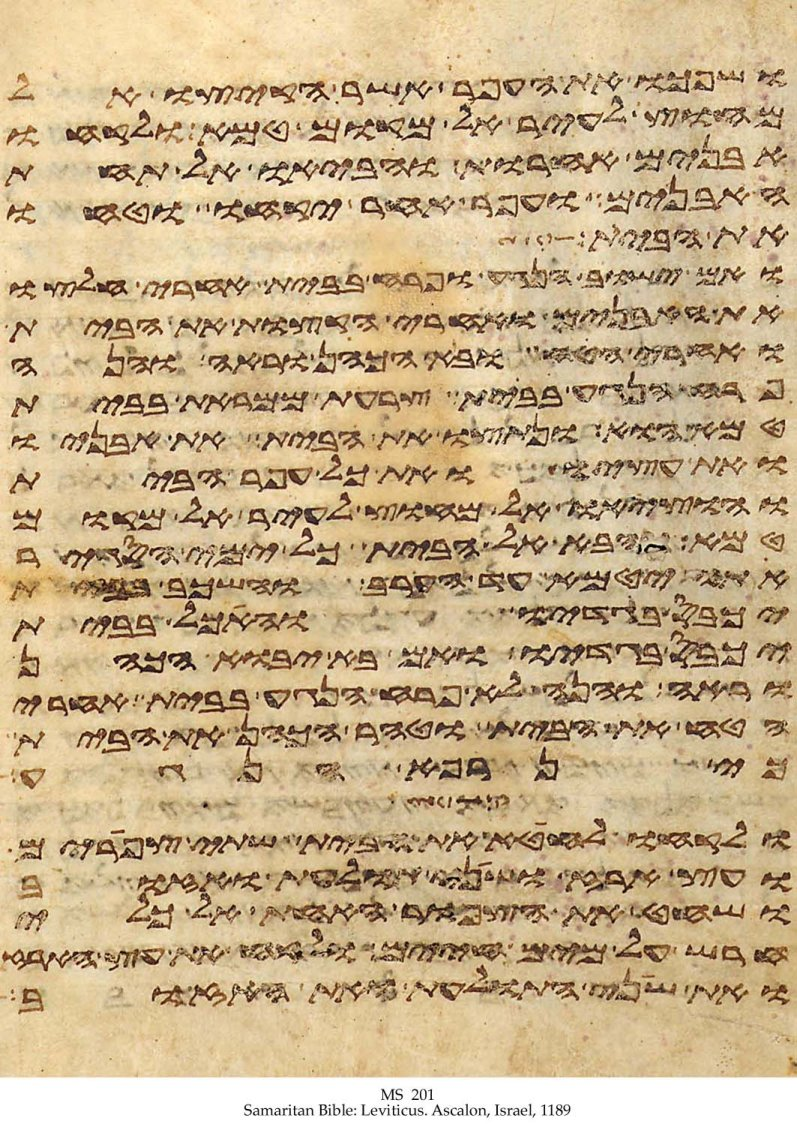
Samaritanische Handschrift aus dem 12. Jahrhundert
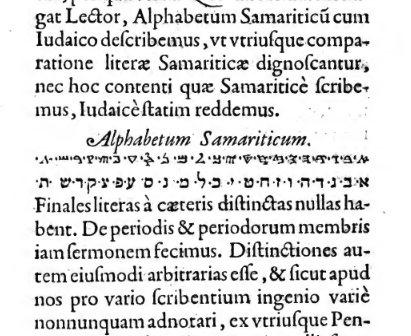
Jean Morin 1631: Erster Abdruck des Alphabets, darunter in Quadratschrift
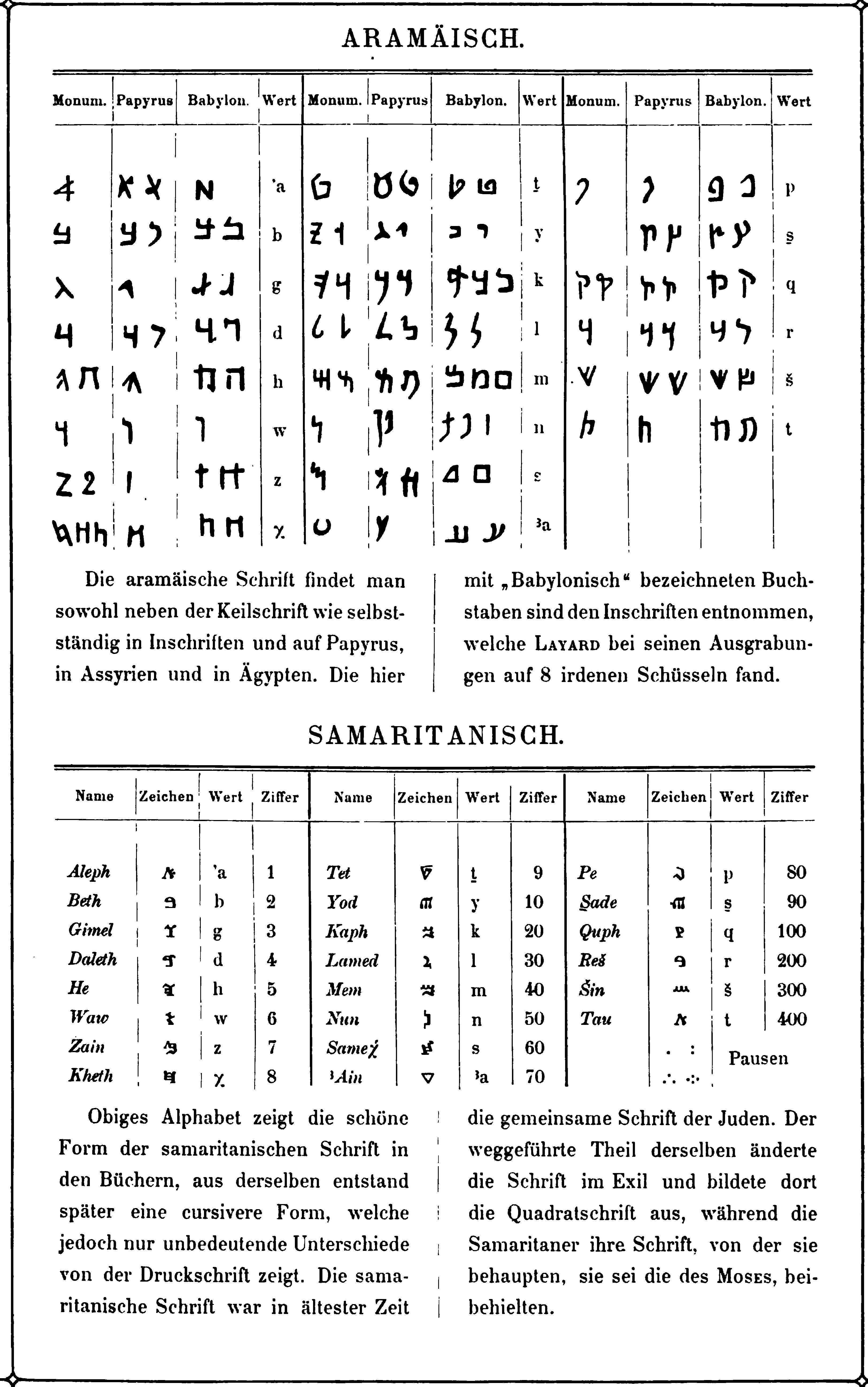
Buchstabentabelle